# At Close Range
At Close Range (bra: Caminhos Violentos; prt: Homens à Queima-Roupa) é um filme estadunidense de 1986, dos gêneros drama e neo-noir, dirigido por James Foley, baseado na real família rural criminosa da Pensilvânia liderada por Bruce Johnston que operou durante os anos de 1960 e 1970. Estrelado por Sean Penn, Christopher Walken, e com Chris Penn, Mary Stuart Masterson e Crispin Glover em papéis coadjuvantes e com a canção-tema, Live to Tell, interpretada por Madonna.

## Sinopse
Brad Whitewood, Sr. (Walken) é o líder de uma família do crime organizado. Uma noite, seu distante filho mais velho, Brad, Jr. (Sean Penn), vai a seu encontro depois de uma briga com o namorado de sua mãe. Eventualmente, ele se envolve com atividades criminosas de seu pai, e começa uma gangue com seu meio-irmão, Tommy (Chris Penn). Os meninos tentam um assalto ousado, o que resulta em sua prisão. O pai acredita que seus filhos vão informar sobre ele, então ele estupra a namorada de Brad, Terry (Masterson), como um aviso.
O ataque tem o efeito oposto, como Brad, Jr. começa a informar as autoridades sobre as atividades de seu pai. Brad, Sr. sente seu único recurso é eliminar todas as testemunhas que podem se conectar a ele com seus filhos e sua gangue. Ele mesmno mata Tommy, mas pede uma batida contra Brad, Jr. e Terry, que é morto. Brad, Jr. ameaça o pai com uma arma, mas decide que ele quer que Brad, Sr. "morrer todos os dias para o resto da sua vida", e em vez disso testemunha contra ele no tribunal.[carece de fontes?]

## Elenco
| Intérprete            | Papel               |
| --------------------- | ------------------- |
| Sean Penn             | Brad Whitewood, Jr  |
| Christopher Walken    | Brad Whitewood, Sr. |
| Mary Stuart Masterson | Terry               |
| Chris Penn            | Tommy Whitewood     |
| Millie Perkins        | Julie               |
| Eileen Ryan           | Avó                 |
| Tracey Walter         | Tio Patch Whitewood |
| R.D. Call             | Dickie              |
| David Strathairn      | Tony Pine           |
| J.C. Quinn            | Boyd                |
| Candy Clark           | Mary Sue            |
| Jake Dengel           | Lester              |
| Kiefer Sutherland     | Tim                 |
| Crispin Glover        | Lucas               |
| Stephen Geoffreys     | Aggie               |

## Prêmios
- Nomeado Urso de Ouro, 36th Festival de Berlim.[3]
- Venceu ASCAP Film & Television Music Award - Música Mais Executada a Partir de Motion Picture ("Live to Tell"); atribuído a artista Madonna
- Venceu Prêmio BMI Film & TV - Mais Canção Executada a Partir de um Filme ("Live to Tell"); atribuído ao compositor Patrick Leonard
- Nomeado Casting Society of America - Melhor Fundição em Longa-Metragem (Risa Bramon Garcia, Billy Hopkins)

## Produção
O filme, enquanto descrevem incidentes no Condado de Chester (Pensilvânia) e Condado de Lancaster (Pensilvânia), foi filmado em locações em Franklin (Tennessee) e Spring Hill (Tennessee).

## Recepção
O filme arrecadou um total de $2,347,000 dólares americanos nas bilheterias norte-americanas durante a sua execução teatral em 83 cinemas.
Roger Ebert deu ao filme 3 ½ (de 4) estrelas.
Professor Peter Reiher da Universidade da Califórnia em Los Angeles  disse isso sobre o filme: "At Close Range não é particularmente bom entretenimento, nem se mover, nem instrutivo, com exceção de cineastas incipientes e diretores. Uma boa história tem ido para o lixo, e não há nenhuma necessidade para a maioria das pessoas que se preocupar. verificando as virtudes obscuras do filme. Aqueles que nunca entendi o que significa 'overdirected' pode querer ver de perto, se eles realmente querem para preencher esta lacuna menor em seu conhecimento filme".
No Rotten Tomatoes, 84% dos críticos consideraram o filme de forma positiva.